# Річард Санчес (парагвайський футболіст)
Річард Санчес (ісп. Richard Sánchez, нар. 29 березня 1996, Асунсьйон) — парагвайський футболіст, півзахисник клубу «Олімпія» (Асунсьйон) та національної збірної Парагваю.

## Клубна кар'єра
Народився 29 березня 1996 року в місті Асунсьйон. Вихованець футбольної школи клубу «Олімпія» (Асунсьйон). 2016 року для отримання ігрової практики Санчеса було віддано в оренду в інший місцевий клуб «Рівер Плейт» (Асунсьйон). В основному складі цієї команди дебютував 8 лютого 2016 року в гостьовому матчі чемпіонату Парагваю проти «Лібертада». Господарі здобули перемогу з рахунком 3:1, а Санчес був замінений вже на 22 хвилині. До кінця року Річард зіграв за «Рівер» ще в 18 матчах, а 24 квітня забив свій перший (і єдиний в сезоні) гол у Примері. Незважаючи на це, «Рівер Плейт» поступився в домашній грі «Насьйоналю» з рахунком 1:3.
У 2017 році Річард Санчес повернувся в «Олімпію». Дебютував за рідний клуб 9 квітня в переможному матчі Прімери проти «Хенераль Діаса» (2:0). Новачок провів на полі всі 90 хвилин. Вже через тиждень відзначився першим голом за нову команду. «Олімпія» на своєму полі зіграла внічию 1:1 зі «Спортіво Трініденсе». У тому ж році, 12 липня, Санчес дебютував у міжнародному турнірі — Південноамериканському кубку. Однак на ранній стадії «Олімпія» грала зі своїми співвітчизниками з «Найсьоналя». В той день команди зіграли 1:1, а у другій грі також був зафіксований нічийний результат 2:2, і в підсумку «Олімпія» вилетіла через більшу кількість пропущених голів на своєму полі. Повноцінний дебют саме в міжнародному матчі для Річарда Санчеса відбувся вже у розіграші Кубка Лібертадорес 2018 року. 22 січня «Олімпія» в гостях зіграла внічию з уругвайським «Монтевідео Вондерерз». Санчес в цій грі вийшов на заміну на 66-й хвилині замість Вальтера Богадо. Разом з «Олімпією» Річард Санчес тричі ставав чемпіоном Парагваю, а в 2018 році дійшов до фіналу першого розіграшу Кубка Парагваю. Станом на 28 червня 2019 року відіграв за команду з Асунсьйона 75 матчів в національному чемпіонаті.

## Виступи за збірну
12 червня 2018 року дебютував в офіційних іграх у складі національної збірної Парагваю в товариському матчі проти Японії (2:4). Санчес зіграв 78 хвилин і був замінений на Вільяма Мендьєту..
Наступного року у складі збірної був учасником розіграшу Кубка Америки 2019 року у Бразилії, коли терміново був викликаний в заявку збірної Парагваю, щоб замінити травмованого партнера Річарда Ортіса. Санчес вийшов на заміну у першій же грі групового етапу проти збірної Катару, яку парагвайці не змогли здолати, зігравши внічию 2:2. У другому матчі проти Аргентини на 37-й хвилині відкрив рахунок, але удар Ліонель Мессі з пенальті дозволив командам зіграти лише внічию 1:1. В підсумку парагвайці змогли вийти в плей-оф з третього місця, втім там відразу в чвертьфіналі потрапили на господарів турніру бразильців, вилетівши від них у серії пенальті.
| Дата      | Місто            | Господарі | Результат          | Гості     | Турнір                          | Голи | Примітки |
| --------- | ---------------- | --------- | ------------------ | --------- | ------------------------------- | ---- | -------- |
| 12-6-2018 | Інсбрук          | Японія    | 4 – 2              | Парагвай  | товариський матч                | -    | 78'      |
| 5-6-2019  | Сьюдад-дель-Есте | Парагвай  | 1 – 1              | Гондурас  | товариський матч                | -    | 70'      |
| 9-6-2019  | Асунсьйон        | Парагвай  | 2 – 0              | Гватемала | товариський матч                | -    | 77'      |
| 16-6-2019 | Ріо-де-Жанейро   | Парагвай  | 2 – 2              | Катар     | Копа Америка 2019 - 1-й етап    | -    | 79'      |
| 19-6-2019 | Белу-Оризонті    | Аргентина | 1 – 1              | Парагвай  | Копа Америка 2019 - 1-й етап    | 1    |          |
| 23-6-2019 | Салвадор         | Колумбія  | 1 – 0              | Парагвай  | Копа Америка 2019 - 1-й етап    | -    |          |
| 27-6-2019 | Порту-Алегрі     | Бразилія  | 0 – 0 (4 – 3 п.п.) | Парагвай  | Копа Америка 2019 - чвертьфінал | -    | 78'      |
| Усього    |                  | Матчів    | 7                  |           | Голів                           | 1    |          |